# をん
をんは、日本のイラストレーター。

## 作品

### イラスト
- 落第騎士の英雄譚（『GA文庫』、著者：海空りく）
- 逃奏劇 リアクターズ（『MF文庫J』、著者：塀流通留）
- 断界の欠喚士（『一迅社文庫』、著者：太田僚）
- 恋する鬼門のプロトコル（『電撃文庫』、著者：出口きぬごし）
- 小手鞠荘は末期です。……詳しく。（『GA文庫』、著者：月島雅也）
- 三流木萌花は名担当!（『MF文庫J』、著者：田口一）
- デウス・レプリカ（『HJ文庫』著者：にのまえあゆむ）
- 黒姫のユズハ（『MF文庫J』、著者：田口一）
- 真・三国志妹（『富士見ファンタジア文庫』、著者：春日みかげ）
- 勇者伝説の裏側で俺は英雄伝説を作ります 〜王道殺しの英雄譚〜（『Mノベルス』、著者：ナカノムラアヤスケ）
- 勇者パーティーを追放されたので、魔王を取り返しがつかないほど強く育ててみた（『Mノベルス』、著者：可換環）
- 異世界最強の嫁ですが、夜の戦いは俺の方が強いようです 〜知略を活かして成り上がるハーレム戦記〜（『モンスター文庫』、著者：シンギョウガク）
- 外れスキル【キャンセリング】実は規格外の魔剣士 〜魔法無効化する力で幼馴染パーティと世界最強を目指す〜（『ムゲンライトノベルス』、著者：煙雨）
- 毒の王 最強の力に覚醒した俺は美姫たちを従え、発情ハーレムの主となる（『HJ文庫』著者：レオナールD）
- 最強賢者夫婦の子づくり事情 炎と氷が合わさったら世界を救えますか?（『電撃文庫』、著者：志村一矢）

### ゲーム
- 絶対防衛レヴィアタン